# Berger (Noorwegen)
Berger is een plaats in de gemeente Drammen in de Noorse provincie Buskerud met circa 1095 inwoners (2007) en een oppervlakte van 1,2 km².
Berger is bekend vanwege de textielfabriek, de Berger & Fossekleven Fabrikker, die bestaan heeft van 1881 tot 2002.

## Bezienswaardigheden
- Het Berger museum heeft de Noorse textielindustrie tot onderwerp.
- De kerk van Berger (Berger kirke) van 1895.

## Geschiedenis
Tot 1 januari 2020 maakte de plaats deel uit van de gemeente Svelvik in de provincie Vestfold. Op die dag werden beide opgeheven en werd Berger opgenomen in de  gemeente Drammen in de op die dag gevormde provincie Viken.
Berger · Drammen · Jordbrekkskogen · Gulskogen · Nedre Eiker · Nesbygda · Konnerud · Pukerud · Skoger · Stubberud · Svelvik · Tangen